# 當不成勇者的我，只好認真找工作了。
《當不成勇者的我，只好認真找工作了。》（日语：勇者になれなかった俺はしぶしぶ就職を決意しました。）是由左京潤撰寫、戌角柾繪製插畫的輕小說作品，於富士見Fantasia文庫（富士見書房）出版，簡稱當不成勇者。繁體中文版由東立出版社代理發行。獲得第23屆Fantasia大賞金獎。

## 故事簡介
魔王在勇者測驗前夕被打倒，導致少年．勞爾當不成勇者，從小到大的夢想破滅、懷才不遇的勞爾，在王都的魔法商店討生活。某天，魔王繼承人菲諾帶著履歷表出現在店內，結果勞爾被店長指名負責指導魔王之女菲諾。

## 登場角色

### 雷昂王都店
勞爾·崔瑟（聲：河本啟佑）
17歲，身高171cm，體重63kg，血型B型（動畫官網）/火式莎拉曼達型（小說）。
希望成為勇者。為了實現當勇者的夢想，進入「勇者補習班」就讀，並在勇者模擬測驗取得S級的成績。
在舉行勇者測驗的當天，國王卻宣布因魔王被打倒而廢止勇者制度，為此受到了不小的打擊。
決定振作後開始找工作，但處處碰壁，後來成為魔法商店·雷昂王都店的正職員工。
對感情非常遲鈍，完全沒有察覺艾莉及艾爾莎（動畫）喜歡上自己，因此被拉姆稱為「超級遲鈍男」。後來喜歡上菲諾，但因遲鈍，自己也沒有察覺。
絕招是「勞爾斬」。
菲諾·布拉德史東（聲：田所梓）
15歲，身高148cm，體重43kg，血型魔人O型，三圍B85，W56，H79。
魔王的女兒，魔王被打倒後在魔法商店·雷昂王都店打工。剛進來時，因為用連衣帽遮住臉部外的特徵，加上魔王父親培育的性格，被勞爾認為是男性。
由於是魔人，較為缺乏人類的知識，但對於缺乏的知識會努力地去學習。喜歡勞爾，很喜歡黏在勞爾身邊。
討厭蟑螂，非常怕熱。
台灣小說版第一人稱為「老子」，直接以「勞爾」稱呼勞爾。
小說第9卷，為改善魔人與人類關係，正式繼任魔王。
艾莉·歐爾提尼特（聲：岩崎可苗）
17歲，身高167cm，體重54kg，血型A型（動畫官網）/風式西爾菲德型（小說），三圍B79，W59，H77。
勞爾在勇者補習班就讀時的勁敵美少女，擁有「滿貫王艾莉（ALL A）」的稱號。
被勞爾問到時曾向勞爾宣稱自己在保全公司工作；但其實是在阿瑪達·魔法王都本店擔任店員，在揭發阿瑪達利用魔人製造商品「魔力球」的事件後，被阿瑪達解雇，後來成為雷昂王都店的員工。
家人被魔人所殺，曾非常憎恨魔人；但在與菲諾交流、並看見魔人被殘忍對待之後，態度開始軟化。
喜歡勞爾，但因自己個性傲嬌而否認。
對勞爾的稱呼採用全名「勞爾·崔瑟」。
賽雅拉·歐格斯特（聲：島形麻衣奈）
身高159cm，體重51kg，血型AB型（動畫官網）/水式溫蒂妮型（小說），三圍B95，W60，H83。
魔法商店·雷昂王都店的店長，是只用了一個星期就打倒魔王的勇者。打倒魔王後把履歷表給了菲諾，讓她來店裡上班。
平時待人溫和，但遇到與經營相關的事卻非常嚴格，有時還會表現出壞心眼的一面。
是能把所有魔法道具都改寫成有驚異效能的天才。
賽雅拉店長的哥哥對於爲了自保而與魔人勾結的勇者世界現狀提出不滿，因此被陷害、剝奪勇者資格，但他依舊決心打倒魔王，最後被勇者們殺害。也因此賽雅拉放棄只讀了一年的高等學院，就轉職為勇者打倒魔王。
拜札·庫洛斯羅德（聲：川原慶久）
年齡為20歲後半，身高185cm，體重62kg，血型B型（動畫官網）/地式諾姆型（小說）。
魔法商店·雷昂王都店的副店長，原職業為魔法構築士。
想法負面且討厭工作，但當勞爾與菲諾陷入困境時，會展現男子氣概的一面。
賽雅拉哥哥的朋友，與賽雅拉是青梅竹馬。
諾娃·露米娜絲（聲：曾和圓香）
身高160cm，體重56kg，血型不明，三圍B94，W62，H90。
原作第10卷、漫畫版與動畫登場角色，巨乳，魔法商店·雷昂王都店的打工店員。
蘿亞·貝利費拉爾（聲：寶木久美）
身高145cm，體重40kg，血型不明，三圍B78，W57，H78。
原作第10卷、漫畫版與動畫登場角色。
雷昂王都店的打工店員，主要負責送貨及上門維修，因此平常都不在店裡。擅長為硬體維修而非魔法構築。

### 雷歐史塔德商會
蔻伊爾·雷歐史塔德
是在短短十年之內，便將原本位于戴納公國一隅的小鎮上的小雜貨店，發展成爲遍布全大陸的連鎖店，而且獨掌大權的老板。
基爾·布蘭德（聲：平松廣和）
雷歐史塔德公司總部，店鋪支援課課長。
店鋪支援課基本上就像是負責打雜的，但業務包含改善店鋪問題及指導店員。
艾利克·弗立茲（聲：稻田徹）
雷歐史塔德公司總部，店鋪支援課課員，與勞爾·崔瑟同期進入公司。
艾利克原本是爲了當個讓客人感動的接待銷售員才進入公司，卻被分配到屬于後勤的總部、無法完成心願，所以他很怨恨被分配到店鋪的勞爾。每次見面他都會找勞爾的麻煩，因此勞爾其實不太想見到他。

### 阿瑪達·魔法王都店
古安·賽格門
阿瑪達·魔法王都店的店長，原本是勇者。
為了製造商品「魔力球」，拘捕魔人並榨取他們的魔力。
小說第五卷尾聲，在擄走菲諾失敗後，被克勞德·派翠克拜託父親將他貶職到阿瑪達·魔法地獄島店。
阿瑪達店長（動畫）（聲：小西克幸）
動畫原創角色，想要讓魔王復活，與列德合作資助身為勇者候補者的克萊因與布雷斯。
西爾·史古力普德（聲：福山潤）
阿瑪達·魔法王都店的店員，亦是店裡的王牌銷售員。
是賽雅拉的狂熱崇拜者，當雷昂王都店以賽雅拉的照片當作特典進行促銷時，曾前去大量購買商品。
克勞德·派翠克
接任古安·賽格門，成為阿瑪達·魔法王都店的新任店長，外號叫做笨澎店長。他之所以被派到王都總店，也是因爲他是董事的兒子，所以才空降來當店長。受卡蓮副店長的欺騙，以女僕店營業額為賭注，要將菲諾帶走。
卡蓮·德瑞克特利
阿瑪達·魔法王都店的副店長，非常崇拜古安·賽格門。受古安·賽格門的欺騙，引發魔物圍攻菲諾的事件。
與賽亞拉店長是高等學校同學。

### 艾瓦列德聯合王國
艾瓦列德三世
大陸上所有人類國家集結而成的艾瓦列德同盟盟主。強行推廣魔法道具技術而使「無魔力者」成為社會邊緣人，且強迫悠妮堤亞公主不得暴露身為「無魔力者」的事實。
悠妮堤亞公主
未來將繼承王位的獨生女。是賽雅拉店長的老顧客，化名為悠妮·奧薩斯向雷昂王都店買東西。為隱瞞身為「無魔力者」而請賽雅拉店長託人開發無魔力者也可使用的道具。
小說版第九卷，因國王生病而提前退位，由悠妮堤亞繼位成為女王。

### 魔人
列德（聲：諏訪部順一）
魔人，前魔王的心腹，菲諾的教育員。曾為了讓菲諾成為魔王而與勇者候補者合作。
小說版在和勞爾等人的衝突結束後回到魔人領地，會寄一些東西給菲諾。
拉姆提米亞·德·亞克賽梅夢露（聲：山田奈都美）
身高143cm，體重37kg，血型不明，三圍B72，W56，H71。
漫畫版與動畫登場角色。
魔法商店·雷昂王都店隔壁的便利商店店員，名字太長所以常被周遭簡稱為「拉姆」。
真正身份是魔人，是魔界名門亞克賽梅夢露家的大小姐。
喜歡看恐怖電影和遊戲。
多莉卡
魔人四天王之一，長相可愛的少女，擁有連魔王都不敢小覷的魔力。雖為四天王的最強者，但並不常露面，因此被稱為「夢幻多莉卡」，但本人比較喜歡「醉狂者多莉卡」的稱呼。受勇者亞文·德魯唆使奪取菲諾身上的血星石，因此假扮勞爾並潛進雷昂王都店以接近菲諾。騷動解決後成為阿瑪達的員工。

### 其他
艾爾莎·庫爾夏爾（聲：新田惠海）
身高162cm，體重56kg，血型不明，三圍B84，W61，H83。
漫畫版與動畫登場角色，魔法商店·雷昂王都店隔壁的便利商店店員。
瘋狂的家電商品愛好者同時是位家電控，對家電的認識甚至已經超過身為店員的勞爾。
喜歡勞爾。
動畫第13話中，和勞爾對戰時在眾人面前順便對勞爾告白了，但勞爾因自身的遲鈍而不明白。
繆麗·崔瑟（聲：內田彩）
勞爾的妹妹，與賽雅拉同樣是「魔力持有者」，本身有非常強大的魔力。
動畫中因認為勞爾不能遵守約定而不能回鄉，所以就在暑假時去王都找勞爾。
在勞爾為救自己而不斷戰鬥後，深信勞爾成為了勇者。
小說版從家鄉去找勞爾，劇情和動畫的差別。
索妮亞·瑪姬蓋特
違法魔法道具探員，特別搜查班長，魔法科學技術院裏的超級菁英份子。
為回收泳裝比賽特獎遊色石手環，安排手下蘿格·法亞沃擔任泳裝比賽司儀，自己裝成泳裝比賽選手，自認為可以拿到冠軍，結果卻輸給變身成賽雅拉店長的勞爾。比賽結束後意圖搶奪賽雅拉送給勞爾的遊色石手環。
戴上魔法領域護目鏡時可以看透變身成賽雅拉的勞爾。
sphere
動畫第5話和第10話客串演出的女性聲優團體，由四位聲優壽美菜子、高垣彩陽、戶松遙及豐崎愛生所組成。
布雷斯（聲：烏田裕志）
動畫登場角色。是勞爾與艾莉在勇者學校的同學，因勇者制度取消導致失業，一直想要恢復勇者制度。曾於暗巷襲擊菲諾，要求菲諾成為魔王好恢復勇者制度。
與阿瑪達王都店店長及列德配合擄走菲諾並囚禁於已廢校的勇者學校，之後被勞爾擊敗。
克萊因（聲：北尾誠）
動畫登場角色。是勞爾與艾莉在勇者學校的同學，因勇者制度取消導致失業，一直想要恢復勇者制度。曾於暗巷襲擊菲諾，要求菲諾成為魔王好恢復勇者制度。
與阿瑪達王都店店長及列德配合擄走菲諾並囚禁於已廢校的勇者學校，之後駕駛三頭龍襲擊雷昂王都店，之後被賽雅拉店長擊敗。
艾爾特·歐格斯特
賽雅拉店長的哥哥。
對於爲了自保而與魔人勾結的勇者世界現狀提出不滿，因此被陷害、剝奪勇者資格，但他依舊決心打倒魔王，最後被勇者們殺害。也因此賽雅拉放棄只讀了一年的高等學院，就轉職為勇者打倒魔王。
在MIT網路「魔法烹饪筆記」上以「ELTO_123」這個網名留下「大家笑呵呵·快樂蛋包飯」食譜，被勞爾找到，並以此食譜做出蛋包飯擊敗阿瑪達王都店。

## 出版書籍

### 輕小說
| 卷數 | 富士見書房     | 富士見書房                                              | 東立出版社    | 東立出版社                                             |
| 卷數 | 初版發售日期   | ISBN                                                    | 初版發售日期  | ISBN / EAN                                             |
| ---- | -------------- | ------------------------------------------------------- | ------------- | ------------------------------------------------------ |
| 1    | 2012年1月20日  | ISBN 978-4-8291-3724-6                                  | 2013年4月18日 | ISBN 978-986-332-360-0 EAN 471-094-554-190-7（限定版） |
| 2    | 2012年4月20日  | ISBN 978-4-8291-3752-9                                  | 2013年8月12日 | ISBN 978-986-337-120-5 EAN 471-094-554-231-7（限定版） |
| 3    | 2012年7月20日  | ISBN 978-4-8291-3782-6                                  | 2013年10月7日 | ISBN 978-986-337-458-9                                 |
| 4    | 2012年10月20日 | ISBN 978-4-8291-3812-0                                  | 2013年12月9日 | ISBN 978-986-337-839-6                                 |
| 5    | 2013年1月19日  | ISBN 978-4-8291-3849-6                                  | 2014年2月24日 | ISBN 978-986-348-261-1                                 |
| 6    | 2013年5月18日  | ISBN 978-4-8291-3890-8                                  | 2014年5月8日  | ISBN 978-986-348-856-9                                 |
| 7    | 2013年9月20日  | ISBN 978-4-8291-3937-0                                  | 2014年8月14日 | ISBN 978-986-365-402-5                                 |
| 8    | 2013年11月20日 | ISBN 978-4-04-712953-5                                  | 2015年3月9日  | ISBN 978-986-382-938-6                                 |
| 9    | 2014年3月20日  | ISBN 978-4-04-070065-6 ISBN 978-4-04-712910-8（限定版） | 2015年6月11日 | ISBN 978-986-431-558-1                                 |
| 10   | 2014年7月19日  | ISBN 978-4-04-070233-9                                  | 2016年4月7日  | ISBN 978-986-470-145-2                                 |

### 漫畫
- 《當不成勇者的我，只好認真找工作了。》原作：左京潤、作畫：森美咲、角色設計：戌角柾

| 卷數 | 富士見書房    | 富士見書房             | 東立出版社    | 東立出版社             |
| 卷數 | 發售日期      | ISBN                   | 發售日期      | ISBN                   |
| ---- | ------------- | ---------------------- | ------------- | ---------------------- |
| 1    | 2013年6月8日  | ISBN 978-4-04-712879-8 | 2014年2月24日 | ISBN 978-986-337-444-2 |
| 2    | 2013年10月9日 | ISBN 978-4-04-712906-1 | 2014年10月6日 | ISBN 978-986-337-445-9 |
| 3    | 2014年3月9日  | ISBN 978-4-04-070052-6 | 2015年1月15日 | ISBN 978-986-365-409-4 |
| 4    | 2014年7月9日  | ISBN 978-4-04-070175-2 | 2015年8月4日  | ISBN 978-986-365-410-0 |

- 原作：左京潤、作畫：柚木Gao、角色原案：戌角柾

| 卷數 | 史克威爾艾尼克斯 | 史克威爾艾尼克斯       |
| 卷數 | 發售日期         | ISBN                   |
| ---- | ---------------- | ---------------------- |
| 1    | 2013年9月20日    | ISBN 978-4-7575-4071-2 |
| 2    | 2014年3月20日    | ISBN 978-4-7575-4167-2 |
| 3    | 2014年7月19日    | ISBN 978-4-7575-4348-5 |

## 電視動畫
2013年5月宣佈動畫化，並於2013年10月4日起播放至12月。
電視未播放的第13話收錄在原作第9卷限定版，2014年3月6日發售。

### 製作人員
- 原作、作品監修：左京潤
- 原作插畫、角色原案：戌角柾
- 監督：吉本欣司
- 系列構成、劇本：鈴木雅詞
- 角色設計：竹内哲也
- 美術監督：青山直樹
- 色彩設計：福谷直樹
- 攝影監督：藤田智史
- 編輯：伊藤潤一
- 音樂：橫山克
- 音樂製作：Lantis
- 音響監督：名倉靖
- 動畫製作：Asread
- 製作：魔法商店·雷昂王都店

### 主題曲
片頭曲
（第2話 - 第11話）
作詞、作曲、編曲、主唱：ZAQ
第1話、第12話作為片尾曲使用。
（第13話）
作詞、作曲、編曲：ZAQ
主唱：KANBAN娘。［菲諾（田所梓）、賽雅拉（島形麻衣奈）、諾娃（曾和圓香）、艾爾莎（新田惠海）、拉姆（山田奈都美）、羅亞（宝木久美）、艾莉（岩崎可苗）］
片尾曲
「Sticking Places」 （第2話 - 第11話、第13話）
作詞：松井洋平，作曲、編曲：倉內達矢，主唱：sphere
擔任主唱的聲優團體sphere全員也有在第5話和第10話劇中客串演出。
插入曲
「Sticking Places」（第9話）
作詞：松井洋平，作曲、編曲：倉內達矢，主唱：寶木久美&曾和圓香
（第10話）
作詞、作曲、編曲、主唱：ZAQ

### 各話列表
| 話數           | 日文標題 | 中文標題                                   | 劇本     | 分鏡            | 演出                | 作畫監督                                                                               |
| -------------- | -------- | ------------------------------------------ | -------- | --------------- | ------------------- | -------------------------------------------------------------------------------------- |
| 第1話          |          | 立志當勇者的我如今打著收銀機。             | 鈴木雅詞 | 吉本欣司        | 吉本欣司            | 竹內哲也                                                                               |
| 第2話          |          | 魔王的女兒想要記住待客用語。               | 鈴木雅詞 | 高橋知也        | 林明偉              | 川島尚                                                                                 |
| 第3話          |          | 記得注意總部員工拿來的可疑商品。           | 鈴木雅詞 | 竹內哲也        | 鈴木薰              | 山本善哉                                                                               |
| 第4話          |          | 魔王的女兒在便利商店工作。                 | 鈴木雅詞 | 二瓶勇一        | 江島泰男            | 大森真美、乘田拓茂 小林千鶴、渡邊加奈子 谷口繁則、竹內真也                             |
| 第5話          |          | 當不成勇者的我，和魔王的女兒潛入對手店裡。 | 鈴木雅詞 | 松井仁之        | 渡部周              | 小島智加、竹森由加 深澤謙二                                                            |
| 第6話          |          | 一樣當不成勇者的她，只好認真找工作了。     | 鈴木雅詞 | 菱川直樹        | 菱川直樹            | 佐藤綾子、平山英嗣 渡邊佳奈子、竹內哲也                                                |
| 第7話          |          | 魔王的女兒似乎要去一般家庭打攪。           | 鈴木雅詞 | 大原實          | 西片康人            | Park Hey Ran                                                                           |
| 第8話          |          | 魔王的女兒穿著泳裝招攬客人。               | 鈴木雅詞 | 柳瀨雄之        | 筑紫大介            | 川島尚、高原修司 小島智加、渡邊佳奈子                                                  |
| 第9話          |          | 關於魔王的女兒第一份薪水的有效利用。       | 鈴木雅詞 | 二瓶勇一        | 遠藤徹哉            | 臼田美夫、小島智加                                                                     |
| 第10話         |          | 想當勇者的我與不想當魔王的她。             | 鈴木雅詞 | 樋口香里        | 南部生              | 山岡信一、岸本誠司                                                                     |
| 第11話         |          | 想當勇者的我前去營救魔王的女兒。           | 鈴木雅詞 | 細田直人        | 田中良雄            | 竹森由加、小島智加 川島尚、渡邊加奈子 本田敬一、竹內哲也                               |
| 第12話         |          | 當不成勇者的我，決定認真找工作了。         | 鈴木雅詞 | 藤川太 大平直樹 | 黑田晃一郎 廣嶋英樹 | 平山英嗣、岡田萬衣子 小島智加、渡邊佳奈子 山岡信一、竹森由加 川島尚、南東壽幸 竹內哲也 |
| 第13話 （OVA） |          | 當不成勇者的我的妹妹到王都來了。           | 鈴木雅詞 | 二瓶勇一        | 柳伸亮 夕澄慶英     | 野口孝行、 小島智佳、渡邊佳奈子                                                        |

※第13話（OVA）「當不成勇者的我的妹妹到王都來了。」隨著第1話至第12話於2014年9月23日在AT-X重播時播出。

### 播放電視台
日本深夜動畫：下文記載的日本国内播放時間使用日本標準時間（UTC+9）表示。因為部分時間标识會採用30小时制，因此請留意这类超过24:00的时间，其實際播放時間為翌日清晨。
| 播放地區 | 播放電視台   | 播放日期                | 播放時間（UTC+9）         | 所屬聯播網 | 備註           |
| -------- | ------------ | ----------------------- | ------------------------- | ---------- | -------------- |
| 東京都   | TOKYO MX     | 2013年10月4日－12月20日 | 星期五 25時30分－26時00分 | 獨立UHF局  |                |
| 日本全國 | AT-X         | 2013年10月5日－12月21日 | 星期六 18時00分－18時30分 | 東京電視網 | 有重播         |
| 日本全國 | BS11         | 2013年10月5日－12月21日 | 星期六 27時00分－27時30分 | 衛星電視   | 『ANIME+』節目 |
| 千葉縣   | 千葉電視台   | 2013年10月6日－12月22日 | 星期日 24時00分－24時30分 | 獨立UHF局  |                |
| 神奈川縣 | 神奈川電視台 | 2013年10月6日－12月22日 | 星期日 24時00分－24時30分 | 獨立UHF局  |                |
| 埼玉縣   | 埼玉電視台   | 2013年10月6日－12月22日 | 星期日 24時00分－24時30分 | 獨立UHF局  |                |
| 兵庫縣   | SUN電視台    | 2013年10月6日－12月22日 | 星期日 24時30分－25時00分 | 獨立UHF局  |                |
| 福岡縣   | TVQ九州放送  | 2013年10月6日－12月22日 | 星期日 26時30分－27時00分 | 東京電視網 |                |
| 岐阜縣   | 岐阜放送     | 2013年10月8日－12月24日 | 星期二 24時00分－24時30分 | 獨立UHF局  |                |
| 靜岡縣   | 靜岡放送     | 2013年10月8日－12月24日 | 星期二 26時03分－26時33分 | 日本新聞網 | 原作者的居住地 |
| 三重縣   | 三重電視台   | 2013年10月9日－12月25日 | 星期三 25時20分－25時50分 | 獨立UHF局  |                |

| 千葉電視台 星期日 24時00分－24時30分 節目 | 千葉電視台 星期日 24時00分－24時30分 節目 | 千葉電視台 星期日 24時00分－24時30分 節目 |
| ----------------------------------------- | ----------------------------------------- | ----------------------------------------- |
|                                           | 當不成勇者的我，只好認真找工作了。        |                                           |
| 宮河家的空腹                              | —                                         |                                           |

### 藍光／DVD
2013年12月27日由KADOKAWA發售。
| 卷 | 發售日         | 收錄話          | 規格編號      | 規格編號   |
| 卷 | 發售日         | 收錄話          | Blu-ray限定版 | DVD限定版  |
| -- | -------------- | --------------- | ------------- | ---------- |
| 1  | 2013年12月27日 | 第1話 - 第2話   | KAXA-7011     | KABA-10201 |
| 2  | 2014年1月31日  | 第3話 - 第4話   | KAXA-7012     | KABA-10202 |
| 3  | 2014年2月28日  | 第5話 - 第6話   | KAXA-7013     | KABA-10203 |
| 4  | 2014年3月28日  | 第7話 - 第8話   | KAXA-7014     | KABA-10204 |
| 5  | 2014年4月25日  | 第9話 - 第10話  | KAXA-7015     | KABA-10205 |
| 6  | 2014年5月30日  | 第11話 - 第12話 | KAXA-7016     | KABA-10206 |

## 外部連結
- 富士見書房 | 第23回 Fantasia大賞 （日語）
- 富士見書房 | 當不成勇者的我，只好認真找工作了。 （页面存档备份，存于） （日語）
- 當不成勇者的我，只好認真找工作了。 | 作品介紹 | YOUNG GANGAN OFFICIALSITE （日語）
- 電視動畫官方網站 （页面存档备份，存于） （日語）
- 勇しぶ。〜勇者になれなかった俺はしぶしぶ就職を決意しました。〜 - 漫畫 - ガンガンONLINE -SQUARE ENIX- （日語）
- 勇者になれなかった俺たちはしぶしぶラジオを始めました。略して、「しぶラジ」 （日語）
- 電視動畫「當不成勇者的我，只好認真找工作了。」的X（前Twitter） （日語）